# ألبرت ميكلسن
ألبرت ميكلسن (بالإنجليزية: Albert Michelsen) هو عداء مراثوني أمريكي، ولد في 16 ديسمبر 1893، وتوفي في 7 يوليو 1964.

## وصلات خارجية
- ألبرت ميكلسن على موقع رابطة إحصائيات سباق الطريق (الإنجليزية)
- ألبرت ميكلسن على موقع أوليمبيديا (الإنجليزية)